# Stromatopelma calceatum
Stromatopelma calceatum – gatunek pająka z rodziny ptasznikowatych. 

## Wygląd
Samica ma grzbiet żółty i pomarańczowy, natomiast spód czarny. Posiada barwny wzór w postaci plamek na odwłoku i radialnych pasków  na karapaksie. Na odnóżach ma czarne plamki. Samiec ma delikatniejszą budowę, ma bardziej stonowane i mniej barwne kolory.

### Wielkość
Samica większa: do 5,5–6 cm długości, rozpiętość odnóży do 15 cm, samiec 3 cm długości, rozpiętość odnóży 10–12 cm.

## Występowanie
Występuje w Afryce Zachodniej, najczęściej w Sierra Leone. Zasiedla korony drzew.

## Ekologia
Jest gatunkiem ciepłolubnym. Żyje w klimacie o wysokiej wilgotności i temperaturze w granicach 27–29°. Jest drapieżnikiem. Wiedzie nocny tryb życia.

### Rozmnażanie
Samica znosi jaja po 6–8 tygodniach od zapłodnienia do kokonu. Po 3 tygodniach wylęga się z nich do 100 młodych, które po około miesiącu przeobrażają się w pełni wykształcone osobniki.

### Długość życia
Samice żyją 10–12 lat, samce po ostatniej wylince żyją 6–9 miesięcy.